# ۱۵۲۶۴ دلبروک
سیارک ۱۵۲۶۴ (به انگلیسی: 15264 Delbruck، نامگذاری:1990TU11) پانزده هزار و دویست و شصت و چهارمین سیارک کشف شده‌است که در ۱۱ اکتبر ۱۹۹۰ کشف شد.
قدر مطلق سیارک برابر ۱۴٫۹۰ است.